# Liliw
Liliw es un municipio filipino de tercera clase, perteneciente a la provincia de La Laguna, en la región de Calabarzon.

## Toponimia
El lugar puede aparecer referido como «Liliw» y «Lilio».

## Historia
Hacia mediados del siglo XIX, el lugar, ya por entonces perteneciente a la provincia de La Laguna, tenía contabilizada una población de 5704 habitantes, repartidos en 958 casas. Aparece descrito en el segundo volumen del Diccionario geográfico, estadístico, histórico de las Islas Filipinas (1851) de Manuel Buzeta Núñez y Felipe Bravo con las siguientes palabras:

LILIO: pueblo con cura y gobernadorcíllo, en la isla de Luzon, prov. de la Laguna, dióc. de Manila; sit. en los 125° 6' 25"  long., 14° 8' lat., en terreno llano, á la orilla del rio á que da nombre; hállase defendido de los vientos S. y O. por los montes San Cristóbal y Mavacat; su clima es templado. Tiene unas 958 casas entre las que se cuentan la parroquial y la de comunidad donde se halla la cárcel; una escuela de primeras letras pagada de los fondos de comunidad. La igl. parr. es de mediana fábrica y se halla servida por un cura regular. El cementerio es bastante capaz y ventilado. Atraviesa por este pueblo el camino que conduce desde Majayjay á Nacarlang y recibe por el primero el correo de Pagsajan, cab. de la prov., una vez en la semana. Confina el term. por N. con el de Magdalena, cuyo pueblo dista 1 ½ leg.; po rO. con el de Nacarlang (á ½ leg.); por N. E. con el de Majayjay (á 1), y por S. no se hallan marcados sus confines. El terreno es fértil, bañado por varios rios que facilitan el riego de las sementeras; llano al N. y montuoso al S. por cuya parte hay buenos bosques, donde se encuentra caza mayor y menor. prod. arroz, maiz, abacá, y en poca cantidad caña dulce, ajonjoli, añil, legumbres, y frutas de varias clases. ind.: la agrícola con especialidad y la fabricacion de algunas telas. pobl. 5,704 alm., y en 1845 pagaba 1,452 trib., que importan 14,520 rs. plata, equivalentes á 36,300 rs. vn.
(Buzeta y Bravo, 1851, pp. 161-162)

En 2020, tenía censados 39 491 habitantes.